# Anomala somalina
Anomala somalina är en skalbaggsart som beskrevs av Machatschke 1969. Anomala somalina ingår i släktet Anomala och familjen Rutelidae. Inga underarter finns listade i Catalogue of Life.